# Pandanus brookei
Pandanus brookei là một loài thực vật có hoa trong họ Dứa dại. Loài này được Martelli miêu tả khoa học đầu tiên năm 1933 publ. 1934.